# Daniele Bertotto
Daniele Bertotto (Torino, 12 febbraio 1947 – Avigliana, 31 maggio 2007) è stato un compositore italiano.
Allievo dei maestri G. Ferrari e R. Maghini, è stato maestro sostituto del Teatro Regio (Torino) nel 1976 e docente di Composizione al conservatorio Giuseppe Verdi di Torino dal 1985 al 2007. Fra i suoi vasti interessi musicali, citiamo l'attenzione riservata alla musica popolare piemontese, con un ciclo di concerti in veste di pianista dedicati alle raccolte di Leone Sinigaglia. Preparò lui stesso degli adattamenti per coro a quattro voci di canzoni popolari piemontesi.
Le prime esecuzioni di sue composizioni sono state spesso proposte in importanti festival di musica contemporanea.
Fra le sue composizioni, ricordiamo:
- Settimino d'autunno (1984) per violino, violoncello e pianoforte
- ...con libere ali... (1985) per violino, violoncello e pianoforte
- Capriccio per clarinetto solo (1985), dove tra l'altro si esplorano le possibilità degli armonici per ottenere un effetto polifonico da un clarinetto
- Toccata (1990) per chitarra
- Kinderlied (1993) per pianoforte a quattro mani, viola e percussioni
- De sancta Maria Magdalena (1995) sequenza per coro, 4 fiati e percussione
- Vom Tode Mariae (2000) per coro, orchestra e basso, da Das Marien-Leben di R. M. Rilke
- Concerto spirituale (2002) su laudi, canti e sequenze religiose medioevali.
- O dulcissimum puerum (2006) per coro a 4 voci, flauto, 2 clarinetti, fagotto, arpa, organo e archi
- De Sancta Maria Magdalena (2006) sequenza per coro, flauto, 2 clarinetti, fagotto, organo e archi
- Violet pages (2006) per viola e ensemble
- Tre liriche su testi di H.Hesse (2007) per soprano e pianoforte

| Controllo di autorità | VIAF (EN) 437239 · ISNI (EN) 0000 0000 5026 788X · SBN CFIV147344 · LCCN (EN) nr91017896 |